# 大豪伊马什
大豪伊马什（匈牙利語：Nagyhajmás）是匈牙利巴兰尼亚州所辖的一个村。总面积18.01平方公里，总人口349，人口密度19.4人/平方公里（2011年1月1日）。